# Femminando
Femminando è il nono album in studio del cantautore italiano Stefano Rosso, pubblicato nel 1989 dall'etichetta discografica Interbeat.

## Descrizione
Questo lavoro discografico pubblicato dalla Interbeat e distribuito dalla Wea è composto da 8 tracce inedite.
Il progetto grafico è di Ippolito Paolo Guida e la foto di copertina di Alessandro Parenti.

## Tracce
Testi e musiche di Stefano Rosso.
1. Femminando – 3:04
2. Roma City Blues – 4:34
3. Tutta colpa della musica – 3:57
4. Resta cu'mme – 3:26
5. Ma che ne sanno – 3:05
6. Danza – 4:07
7. La pasticca – 3:26
8. Sportin' Life Blues – 4:01

Durata totale: 29:40

## Formazione
- Stefano Rosso - voce, chitarra
- Dario Franco - basso
- Maurizio Aiese - chitarra, tastiere
- Peppe Miele - percussioni
- Adriano Pennino - pianoforte
- Robert Fix - sassofono